# Виконтство Конфлан
Вико́нтство Конфла́н (кат. Vescomtat de Conflent) — феодальное образование, существовавшее во второй половине IX—первой трети XI веков на территории графства Конфлан. Главный город — Жок. Виконт Конфлана от имени графов Сердани, во владения которых входило виконтство, осуществлял административное и судебное управление вверенными в его власть землями.
Предполагается, что первым виконтом Конфлана мог быть Сороард, в хартии 865 года упоминаемый как виконт, связанный с этой местностью. Однако, так как в этой хартии он не наделён титулом «виконт Конфлана», то первым документально зафиксированным в исторических источниках виконтом считается Элдесинд, подписавший в 868 году хартию графа Урхеля, Сердани и Конфлана Саломона. Следующим виконтом Конфлана, о котором известно, был Унифред Фолькет (914—947), один из наиболее приближённых к графу Сердани Миро II вассалов, в 925 году назначенный его душеприказчиком. Несмотря на это, сыновья графа Миро, Сунифред II и Олиба Кабрета, в 947 году обвинили Унифреда в измене и конфисковали в свою пользу все его владения (в том числе, селение Айгуатебию). Законность этих действий была подтверждена хартией короля Западно-франкского государства Людовика IV Заморского, данной 3 февраля 952 года брату Сунифреда II, графу Бесалу Вифреду II. Новым виконтом Конфлана был назначен Миро.
Сведения о хронологии и генеалогии виконтов Конфлана второй половины X—начала XI века крайне противоречивы из-за отсутствия достаточного количества исторических источников, освещающих деятельность виконтов этого владения. Главным материалом для исторического анализа этого периода истории Конфлана являются немногочисленные хартии, сохранившиеся до наших дней.
Согласно сведениям источников, в 959 году граф Сунифред II назначил виконтом Конфлана Исарна, который сумел сделать это виконтство наследственным владением. Кто был отцом Исарна, точно неизвестно: одни историки предполагают, что им был Салла, другие — виконт Унифред Фолькет, однако наиболее распространённым мнением считается то, согласно которому Исарн и Салла были братьями, а имя их отца неизвестно. Брат виконта Исарна, Салла (умер ранее 3 декабря 972), был довольно известным в своё время в Каталонии лицом, вассалом графов Барселоны, основателем монастыря Сан-Бенет-де-Бажес, в 951 году посетившим Рим и получившим папскую буллу от Агапита II. Он был вторым браком женат на Рихарде, родственнице виконтов Осоны, родившей ему четверых детей. Исарн умер в 974 году, оставив виконтство своему старшему сыну Бернату (Бернардо). Его младший сын, Салла, в 981 году стал епископом Урхеля.
Точная дата смерти виконта Берната неизвестна, однако исторические источники сообщают, что он был ещё жив во время заключения соглашения между епископом Саллой и графом Урхеля Эрменголом I Кордовцем, которое большинство историков датирует 1003 годом. Новым виконтом стал один из его двух сыновей, Арнау, в то время как другой, Эрменгол, в 1010 году возглавил Урхельскую епархию и позднее был причислен Римско-католической церковью к лику святых. Бездетный виконт Арнау умер в 1025 году. Наследницей виконтства стала младшая дочь виконта Берната, Гисла (Гизела), вступившая в брак с виконтом Сердани Сунифредом. Виконтство Конфлан было соединено с виконтством Сердань личной унией. С этого момента титул «виконт Конфлана» начинает постепенно выходить из употребления и в XII веке полностью исчезает из каталонских документов.
Список виконтов Конфлана
- Сороард (упоминается в 865)
- Элдесинд (упоминается в 868)
- Унифред Фолькет (914—947)
- Миро (947—959)
- Исарн (959—974)
- Бернат (974—1003)
- Арнау (1003—1025)
- Гисла и Сунифред Серданьский (1025—1032)

виконтство Конфлан присоединено к виконтству Сердань.